# Gråkallen

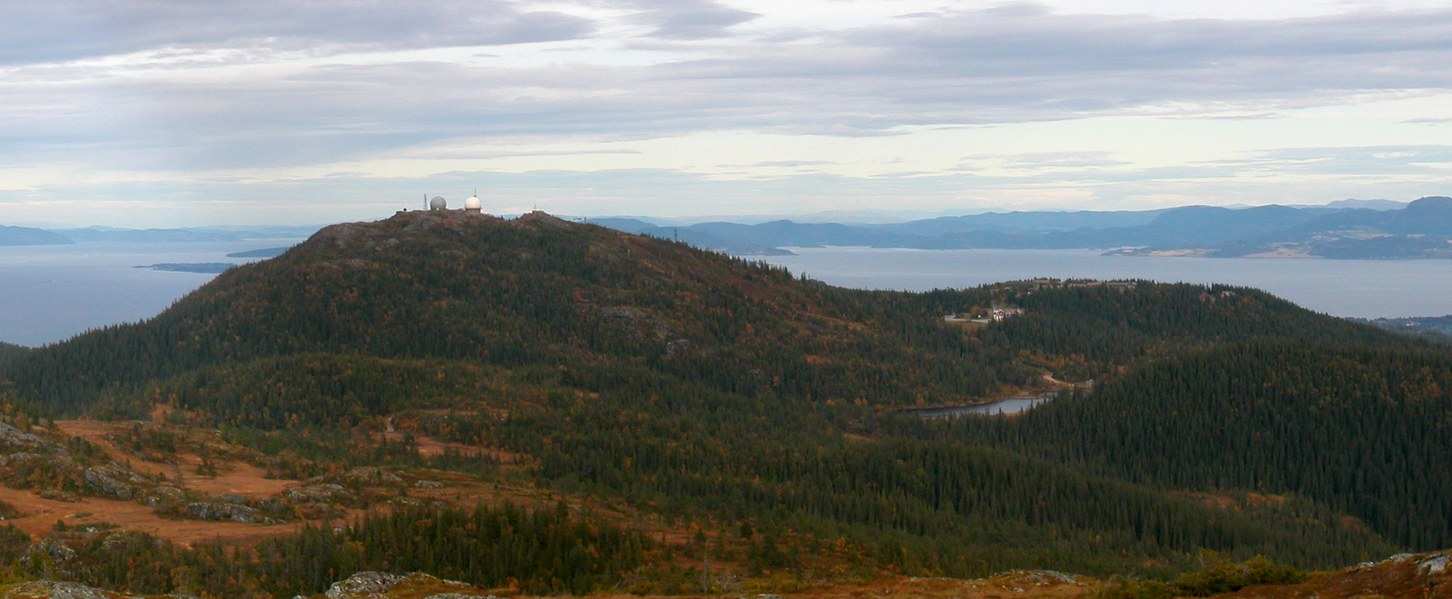

Gråkallen är en bergshöjd västsydväst om Trondheim, 552 meter över havet. 
Spårvägen Gråkallbanen går uppför Gråkallens sluttning, till Lian i Byåsen i västra Trondheim på 233 meters höjd, varifrån det finns en vandringsstig genom friluftsområdet Bymarka till toppen.
Från Gråkallens topp har man en vidsträckt och vacker utsikt över Trondheimsfjorden samt in mot fjällvärlden i söder och öster.